# Procambarus tenuis
Procambarus tenuis är en kräftdjursart som beskrevs av Hobbs 1950. Procambarus tenuis ingår i släktet Procambarus och familjen Cambaridae. IUCN kategoriserar arten globalt som otillräckligt studerad. Inga underarter finns listade i Catalogue of Life.